# Doronomyrmex goesswaldi
Doronomyrmex goesswaldi é uma espécie de formiga da família Formicidae.
Pode ser encontrada na França e Suíça.

## Biologia
A D. goesswaldi é uma formiga parasita sem obreiras - as rainhas vivem nos formigueiros da Leptothorax acervorum, sendo tanto a rainha como a sua descendência alimentadas pelas obreiras desta. Ao contrário do que se passa na maioria das espécies parasitas, a rainha D. goesswaldi provoca a morte da rainha L. acervorum, o que implica o fim da colónia quando morrerem as obreiras da espécie hospedeira (cuja longevidade não ultrapassa os 3 ou 4 anos).
A morte da rainha hospedeira ocorre via mutilação - a rainha D. goesswaldi, com as suas mandíbulas, corta-lhe as antenas, tornando-a incapaz de comunicar com as obreiras e pedir comida, morrendo ao fim de 2-4 semanas.